# Куклица
Куклица (македонска литературна норма: Куклица) е село в източната част на Северна Македония, община Кратово.

## География
Куклица е малко пръснато село. Разположено е на 8 км северозападно от Кратово. Лежи на десния бряг в долината на Крива река, по нейното средно поречие. Средната му надморска височина е 401 м. Землището се разпростира на 13,7 км². От тях обработваемите земи са 468 ха, пасищата 757 ха, а горите 81 ха.

## История
В XIX век Куклица е изцяло българско село в Кратовска кааза на Османската империя. Според статистиката на Васил Кънчов („Македония. Етнография и статистика“) от 1900 г. Куклица има 480 жители, всички българи християни.
В началото на XX век население на селото са под върховенството на Българската екзархия. По данни на секретаря на екзархията Димитър Мишев („La Macédoine et sa Population Chrétienne“) през 1905 година в Куклица има 384 българи екзархисти.
При избухването на Балканската война трима души от Куклица са доброволци в Македоно-одринското опълчение.

## Куклица днес
Според преброяването от 2002 година селото има 97 жители, всички македонци.

## Куклишки кукли
Куклица е известна със своите ерозивни земни пирамиди, наричани каменни кукли. Те се намират на десния бряг на Крива река, в ерозиралата част на нейната тераса на надморска височина от 415-420 метра. Цялото образувание е на площ от около 0,3-0,4 km². Пирамидите са две групи – в централния дял на малката депресия в подножието на рида Дубица, които са по-големи (високи до 10 м), самостоятелни и във вид на земни стълбове и на изток по склоновете на възвишението Забел, които са по-малки (високи до 5 м), близо една до друга и често споени в подножието.
Поради интересния вид на големите земни стълбове, които приличат на човешки фигури, наредени като „вкаменени сватбари“, цялото образование е наречено от местното население „Весела сватба“. Феноменът е обявен за природна забележителност.

## Личности
Родени в Куклица
- Димитър Трайков Георгиев (1845 - 1929), български опълченец

Починали в Куклица
- Атанас Бабата (1875 - 1905), български революционер